# 깃대령 미사일 기지
깃대령 미사일 기지는 북한 강원도 안변군 깃대령에 위치한 미사일 기지이다. 851부대라고 한다. 안변군은 북강원도의 도청 소재지인 원산에서 40 km 남쪽에 위치해 있다. 서울에서 북동쪽 160 km 거리이다.

## 역사
2001년 5월 18일, 김정일 노동당 총비서가 인민군 제1129부대와 제851부대를 시찰했다. 이명수, 현철해 등 군 대장들과 이용철 당중앙위원회 제1부부장이 동행했다. 2004년, 2006년, 2009년에도 851부대를 시찰했다.
2010년 10월 5일, 북한 조선중앙TV는 김정일 국방위원장이 후계자인 김정은 당 중앙군사위 부위원장을 대동하고 인민군 제851부대를 방문, 조선노동당 창건 65주년을 기념해 실시된 군부대 훈련을 참관해 기념촬영을 했다고 보도했다. 이후 2011년에 김정일이 사망했다.
2011년 11월 19일, 자유선진당 박선영 의원은 외교ㆍ통일ㆍ안보분야 대정부질문 질의서를 통해, 동창군 핵시설 건립 당시 경비를 담당했던 중대장 이기승 중좌(가명, 52)의 증언이라면서, 평안북도 동창군 율곡리 지하에 새로운 우라늄 농축시설을 2001년 착공, 2006년 준공해 가동중이며, 동창군에서 만든 소형 핵탄두는 사거리 500 km 미사일에 장착되어 러시아제 찌르(JIL) 군용차량에 탑재돼 이미 강원도 지역에 배치 완료됐다고 주장했다. 북한은 2007년부터 플루토늄 방식에서 농축우라늄 방식으로 전환해 핵무기를 개발하고 있다고 증언하는데, 이에 대한 정부의 대응책을 질문했다.
2013년 7월 1일, 김정은 국방위원회 제1위원장이 인민군 제851부대의 포사격 훈련을 참관했다고 조선중앙통신이 보도했다. 제851군부대는 강원도 안변에 있는 제7보병사단 소속으로 알려졌다. 최룡해 군 총정치국장, 리영길 총참모부 작전국장, 박태성, 황병서 노동당 부부장, 홍영칠, 윤동현 인민무력부 부부장, 박정천 상장, 주도현 중장, 림광일 소장 등이 수행했다. 851부대는 2010년 10월 김정은이 본격적인 후계자 수업을 받았던 부대이며, 김정은은 "포병덕후"로 유명하다. 김정은은 2005년 초 휴전선 중부에 위치한 제5군단 직속 독립여단 포병중대(오성산 지역)에 현역 하급병사로 입대해 2년간 포병 병사로 군생활을 했다.
김정일 정권 때는 모두 16차례 미사일 발사 실험을 했다. 동해발사장(무수단리 미사일 발사장)은 우주발사체 전용으로 바꿔 1998, 2006, 2009년 위성 발사용 장거리 로켓 발사 때 이용했고, 나머지 13차례는 신형 미사일 개발용으로 원산 인근에 만든 깃대령 미사일 기지에서 발사되었다.
깃대령에는 스커드 미사일 기지가 있다. 깃대령은 산악지대에 위치해있기 때문에 미사일을 실은 차량이 외부에 잘 노출되지 않는다.
2014년 기준으로, 북한은 4개의 미사일 공장과 12개 이상의 미사일 기지를 보유했다. 무수단리 미사일 발사장, 1995년 완공된 청강읍 미사일 기지. 1998년 완공된 노동 미사일 기지 등은 일본을 겨냥한 것으로 파악되며, 휴전선 중부에 위치한 비무장지대 50 km 부근의 강원도 지하리 미사일 기지는 스커드 미사일 발사기지로 한국을 겨냥하고 있다.

## 미사일 시험발사
2009년 7월 4일 오전 8시, 강원도 깃대령에서 미사일 1발을 동해로 발사했다. 10시 45분에 다시 1발을 추가 발사했다. 이 미사일들은 500 km를 비행했다. 2016년 6월 26일, 북한 관영 노동신문은 "조선민주주의인민공화국 최고인민회의 상임위원회는 위대한 김정일 동지께서 조선인민군 전략군(Strategic Rocket Forces)을 조직해주신 1999년 7월 3일을 뜻깊게 기념하기 위해 이날을 전략군절로 지정했다"고 보도했다. 미국 독립기념일인 7월 4일 보다 하루 앞선 날이다. 북한의 전략군 사령부는 핵미사일을 담당하는 미사일부대이다.
2014년 3월 3일, 6시 19분부터 10여 분간, 강원도 원산 일대에서 북동방향 공해상으로 미사일 2발을 발사했다. 이들 또한 500 km를 비행했다.
20017년 8월 26일 오전 6시 49분, 강원도 깃대령에서 동북쪽 동해 상으로 단거리 미사일 3발을 발사했다. 이들은 250 km를 비행했다. 중국 주요 매체들이 이번 미사일 발사가 한미 을지 프리덤 가디언(UFG) 연습을 겨냥한 것이라는 분석을 내놓았다. 26일은 11일간 실시중인 2017 UFG 연습 6일차다.
2019년 8월 16일, 오전 8시 1분과 8시 16분, 강원도 통천에서 동해상으로 미사일 2발을 발사했다. 고도는 30Km, 비행거리는 230Km, 최대 속도는 마하 6.1 이상이었다. 조선인민군 전략군의 부대 현황을 보면, 통천에는 미사일 기지가 없다. 가장 인근의 미사일기지는 서쪽으로 20 km 떨어진 깃대령이다. 북한 언론에서는 저런 제원을 신형대구경조종방사포라고 부르고 있다.

## 전략군
한미 정보당국은 깃대령 미사일 기지(851부대)가 인민군 제7보병사단 소속으로 파악하지만, 전략군절에 미사일을 발사하는 것을 보면, 핵미사일 공격을 전담하는 전략군 소속의 핵미사일 부대로 판단된다. 김정일은 거의 매년 이 부대를 시찰했다. 그만큼 매우 중요한 부대라는 의미인데, 보병사단 산하로 보기에는 무리가 있다. 깃대령 핵미사일 부대 인근에 보병사단이 주둔해, 근접 경비를 하는 것으로 보인다.

## 대중매체에서
KBS 드라마 아이리스 2에서 이범수가 851부대 사령관인 유중원 대좌(우리의 대령)로 나온다.

## 같이 보기
- 무수단리 미사일 발사장
- KN-21